# Old Bennington
Old Bennington – wieś w Stanach Zjednoczonych, w stanie Vermont, w hrabstwie Bennington.